# Karelianita
La karelianita és un mineral de la classe dels òxids, que pertany al grup de l'hematites. Rep el seu nom del cinturó d'esquists de Carèlia, la regió de Finlàndia on es va trobar el mineral.

## Característiques
La karelianita és un òxid de fórmula química V₂3+O₃. És l'anàleg amb vanadi del corindó, de l'eskolaïta i l'hematites. Cristal·litza en el sistema trigonal. La seva duresa a l'escala de Mohs es troba entre 8 i 9.
Segons la classificació de Nickel-Strunz, la karelianita pertany a «04.CB: Òxids amb proporció metall:oxigen = 2:3, 3:5, i similars, amb cations de mida mitja» juntament amb els següents minerals: brizziïta, corindó, ecandrewsita, eskolaïta, geikielita, hematites, ilmenita, melanostibita, pirofanita, akimotoïta, auroantimonita, romanita, tistarita, avicennita, bixbyita, armalcolita, pseudobrookita, mongshanita, zincohögbomita-2N2S, zincohögbomita-2N6S, magnesiohögbomita-6N6S, magnesiohögbomita-2N3S, magnesiohögbomita-2N2S, ferrohögbomita-6N12S, pseudorútil, kleberita, berdesinskiita, oxivanita, olkhonskita, schreyerita, kamiokita, nolanita, rinmanita, iseïta, majindeïta, claudetita, estibioclaudetita, arsenolita, senarmontita, valentinita, bismita, esferobismoïta, sil·lenita, kyzylkumita i tietaiyangita.

## Formació i jaciments
Va ser descoberta l'any 1963 al dipòsit de coure i zinc d'Outokumpu, al jaciment de Cu-Co-Zn-Ni-Ag-Au de la mateixa localitat, a Carèlia Septentrional, Finlàndia. Aquesta espècie també a estat descrita a les illes Fiji, Gabon, Alemanya, Itàlia, Madagascar, Rússia i Tanzània.